# ريتا لمع
ريتا لمع(18 أبريل 1981-) عارضة أزياء ومقدمة برامج لبنانية

## حياتها الخاصة
توفيت والدتها وهي في سن الرابعة عشرة، ترعرعت في كنف والدها، لديها شقيق يصغرها سنا إسمه إيلي حاصلة على شهادة في إدارة الفنادق وفي الفلسفة، تجيد اللغات الفرنسية والإنجليزية.

### حياتها الأسرية
تزوجت عام 2007 من رجل أعمال لبناني يدعى ايلي حنكش بعدها سافرت معه إلى اليابان وأنجبت منه ثلاثة أبناء.

## مشوارها المهني
بدأت عملها مقدمة برامج في قناة زين التابعة لتلفزيون المستقبل من حزيران 2000 حتى كانون الأول 2002 قدمت برنامجين درشات وتنتنه عملت كعارضة لإعلانات فوتوغرافية (حائزة على لقب أجمل وجه لعام 1996) بدأت بتصوير الإعلانات منذ سنّ السابعة. كما حللت على غلاف Femme Magazine  وسواها من المجلاّت منذ سنّ الرابعة عشرة.  وحزتُ على لقب “أجمل وجه” في مسابقة Beauty Night 1996.  وعملتُ كمقدّمة برامج في قناة زين”. بعدها شاركت في مسابقة ملكة جمال لبنان في العام 2003 على شاشة المؤسسة اللبنانية للإرسال ال بي سي وحلت كوصيفة ثانية ، بعدها عملت أيضا لدى المصمّم زهير مراد في قسم العلاقات العامة، إكتسبتُ خلالها خبرة في الموضة، عادت ريتا إلى تقديم برنامج سمرة مع وائل منصور على شاشة تلفزيون المستقبل بعدها قدمت برنامج هي هاي الغنية على شاشة ال بي سي عام 2004 وشاركها السعودي محمد خلاوي وCatwalk أيضا على نفس المحطة عام 2014 وأخيرا في قناة إم تي في اللبنانية ضمن برنامج alive الصباحي بعنوان Make over، شاركت عضو لجنة تحكيم في في ملكة جمال اليابان عام 2008.